# اگریکو
اگریکو (به انگلیسی: Aggreko) شرکت برق اسکاتلندی است، که بزرگترین شرکت تولید برق موقت در جهان می‌باشد.
شرکت اگریکو در سال ۱۹۶۲ تأسیس شد و در پایان سال مالی ۲۰۰۹ در مجموع بیش از ۱۳ هزار ژنراتور در اندازه‌های مختلف از ۱۰ کیلو وات تا ۲ مگا وات، در کشورهای مختلف به‌فروش رسانده بود.
در حال حاضر این شرکت دارای ۱۴۴ مرکز فروش در ۳۴ کشور است و محصولات خود را در بیش از ۱۰۰ کشور عرضه می‌نماید. دفتر مرکزی شرکت اگریکو در شهر گلاسگو، اسکاتلند قرار دارد و بخشی از سهام آن در بازار بورس لندن معامله می‌شود.